# Nullibrotheas allenii
Nullibrotheas allenii es una especie de escorpión de la familia Chactidae, y la única del género Nullibrotheas.

## Características
Los pedipalpos son muy grande y abultados, los dedos son más cortos que el largo de palma, el brachium presenta en su superficie inferior seis largas tricobotrias y dedos supernumerarios con filas de dentículos que los flanquean., los machos presentan peines con fulcros más largos que las hembras. El esternón es pentagonal, presentan dos ojos y dos ojos medianos en la mitad anterior del caparazón y tres pares de ojos vestigiales.  

## Distribución
Esta especie es endémica de Baja California Sur, México.